# Agnes Carlsson
Agnes Emilia Carlsson, född 6 mars 1988 i Vänersborg i dåvarande Älvsborgs län, är en svensk artist och låtskrivare mest känd under artistnamnet Agnes. Agnes kommer från Blåsut i Vänersborg och blev känd genom sin medverkan, och seger, i Idol 2005. Efter segern fick hon släppa debutsingeln "Right Here, Right Now" som kom etta på singellistan i Sverige. Singeln sålde platina och den kom även etta på både Trackslistan och Svensktoppen. Albumet Agnes spelades in på två veckor. Hennes andra singel, "Stranded", blev inte en lika stor framgång som debutsingeln, men nådde en elfteplats på Trackslistan. Agnes påbörjade sin internationella karriär under 2009 med sin singel "Release Me", som har sålt i över 900 000 exemplar i hela världen.
Hon uppträdde på kronprinsessan Victorias bröllop tillsammans med Björn Skifs. De framförde låten "When You Tell the World You're Mine" skriven av Jörgen Elofsson & John Lundvik.
Agnes är gift med Vincent Pontare. Agnes är kusin med rapparen Simon Emanuel (Paragon) och medverkade även på tre av låtarna på hans skiva Glöd från 2008.
Agnes medverkade i 2013 års upplaga av TV4:s Så mycket bättre.

## Karriär

### 2005–2007: Arvet efter "Idol"
Våren år 2005 sökte den då 17-åriga Agnes till den andra säsongen av tv-programmet och musiktävlingen Idol i Göteborg, där hon sjöng "Varje gång jag ser dig" av Lisa Nilsson. De fyra domarna var alla imponerade, och hon gick vidare till nästa rond av uttagningarna. Här fortsatte hon att imponera på juryn. När det var duettsång riskerade Agnes att åka ur tävlingen på grund av att hon tappat texten, men senare gjorde hon comeback och tog sig därmed vidare till semifinalerna. Där slutade dock juryns makt, och tittarna tog över. Detta gjorde att Agnes misslyckades med att ta sig vidare till finalen. Hon fick även tävla i en speciell "wildcard"-uttagning men misslyckades med att ta sig vidare även där. Då bestämde sig juryn för att ge henne en finalplats ändå, som "juryns val".
Trots den tidiga bristen på stöd från tittarna fortsatte Agnes att imponera under veckorna och tog sig ända till finalen utan att ha hamnat bland de tre sämsta en enda gång. Under tävlingen framförde hon en stor bredd av sånger i olika genrer: "What a Feeling" av Irene Cara, "Wonderwall" av Oasis, "Sk8er Boi" av Avril Lavigne och många fler. Med 57 procent av de en miljon röster som kom in under finalkvällen besegrade hon sin medtävlande och sedermera Idol-tvåan Sebastian Karlsson och blev utsedd till den andra vinnaren av Idol.
Omedelbart efter vinsten blev Agnes kontrakterad av Sony BMG och hennes debutsingel "Right Here Right Now (My Heart Belongs to You)" släpptes den 7 december 2005, och en vecka senare debuterade den på Sverigetopplistan på plats 1, där den stannade i sex veckor vilket resulterade i ett dubbelt platinacertifikat med över 40 000 sålda exemplar. Den 19 december debuterade även hennes första album, det självbetitlade Agnes, på första platsen på den officiella topplistan. Albumet fick positiva recensioner som hyllade hennes starka röst vid en så ung ålder som 18 år. Albumet såldes även det i över 40 000 exemplar och certifierades platina.

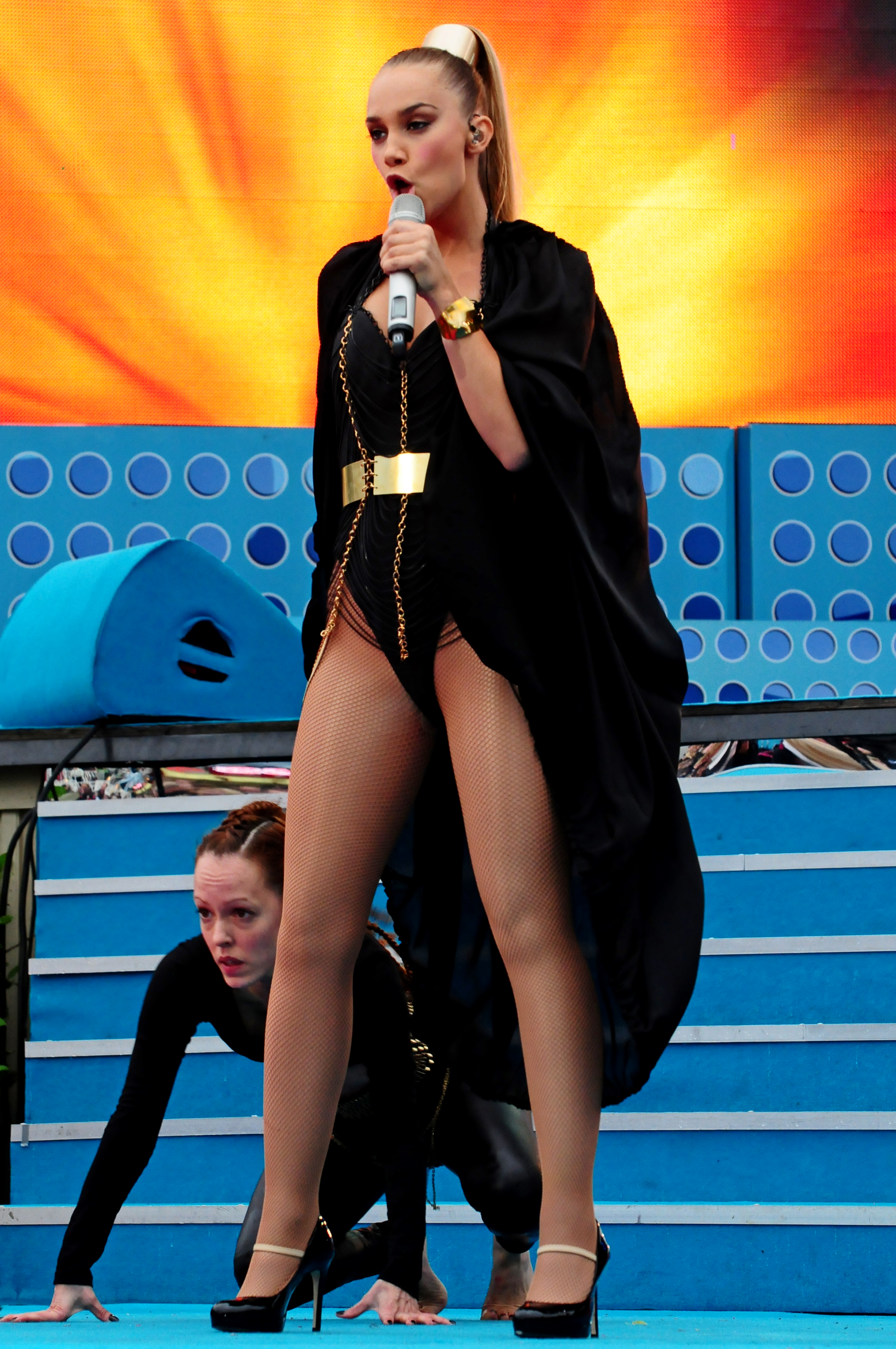
Agnes uppträder i Sommarkrysset under 2012.

I mars 2006, medan Agnes turnerade efter framgångarna med sitt debutalbum, släpptes den andra singeln från albumet, "Stranded". Singeln nådde inte samma kommersiella succé som debutsingeln och klättrade som högst till plats 27 på den officiella singellistan. Men albumet fortsatte att sälja bra och när det lämnade albumlistan så hade det sålt i över 90 000 exemplar, vilket gör det till det bäst säljande debutalbumet för en Idol-deltagare någonsin.
Den 22 augusti 2006, bara åtta månader efter Idolvinsten, hade Agnes tredje singel "Kick Back Relax" premiär för offentligheten när hon uppträdde i det populära programmet Sommarkrysset i TV4. Singeln klättrade till andra plats på den officiella topplistan och kom att bli den första av två singlar från hennes andra studioalbum, Stronger, som släpptes den 11 oktober 2006 och nådde som bäst förstaplatsen på Sverigetopplistan, och sålde över 50 000 exemplar vilket gav det ett platinacertifikat.
Den 10 oktober 2006 bekräftades det att Agnes skulle tävla i Melodifestivalen 2007 med låten "More Than a Girl", men på grund av att hon försade sig i en intervju med Aftonbladet blev bidraget diskvalificerat. Det har efteråt framförts en hel del hård kritik från allmänheten mot SVT och den ansvarige Christer Björkman. Låtskrivarna anklagade Björkman för utpressning mot Agnes samtidigt som Björkman menade att man var tvungen att följa regelverket..
Den 15 november släpptes "Champion", den andra singeln från albumet Stronger. Den nådde nummer 19 på Sverigetopplistan. Agnes framträdde med låten för första gången i finalen av Idol 2006. Hon påbörjade även sin andra Sverigeturné på mindre än ett år. I december kunde man se Agnes tillsammans med den forne konkurrenten från Idol 2005, Måns Zelmerlöw i klädkedjan MQs julkampanj. I samband med detta släppte de tillsammans en cover av Mariah Careys "All I Want For Christmas Is You". Den blev som bäst trea på singellistan och blev certifierad guld för 10 000 sålda exemplar.

### 2008–2009:Dance Love Pop, avsked från Sony BMG och internationell lansering
I början av 2008 blev det offentliggjort att Agnes hade lämnat skivbolaget Sony BMG, med "kreativa skillnader" som den officiella bakomliggande orsaken. Hon blev kvickt kontrakterad av det lilla independentbolaget King Island Roxystars Recordings (mer känt som Roxy Recordings, eller enbart Roxy). Den 11 augusti 2008 uppträdde Agnes återigen på Sommarkrysset med sin comeback singel "On and On", som släpptes för digital nedladdning samma dag. Singeln närmade sig dance- och clubgenren och skiljde sig från Agnes tidigare musikstil, som bestått mest av pop och RnB. "On and On" låg fyra veckor på plats nummer 8 på Sverigetopplistan och efter att ha lämnat listan efter 26 veckor hade den blivit en stor sommarhit med över 10 000 sålda exemplar och ett guldcertifikat. Stilen i musiken skulle komma att återspeglas på Agnes tredje studioalbum Dance Love Pop som hon skrivit tillsammans med låtskrivaren och producenten Anders Hansson. Albumet släpptes den 29 oktober 2008 och debuterade på albumlistan på plats fem och efter att ha lämnat listan kunde 100 000 sålda exemplar räknas in. Den 24 november 2008 släpptes albumets andra singel, "Release Me". Den lyckades inte åstadkomma samma succé som "On and On", men nådde ändå som bäst plats nio på Sverigetopplistan och blev under 2010 certifierad guld även den med 10 000 sålda exemplar.

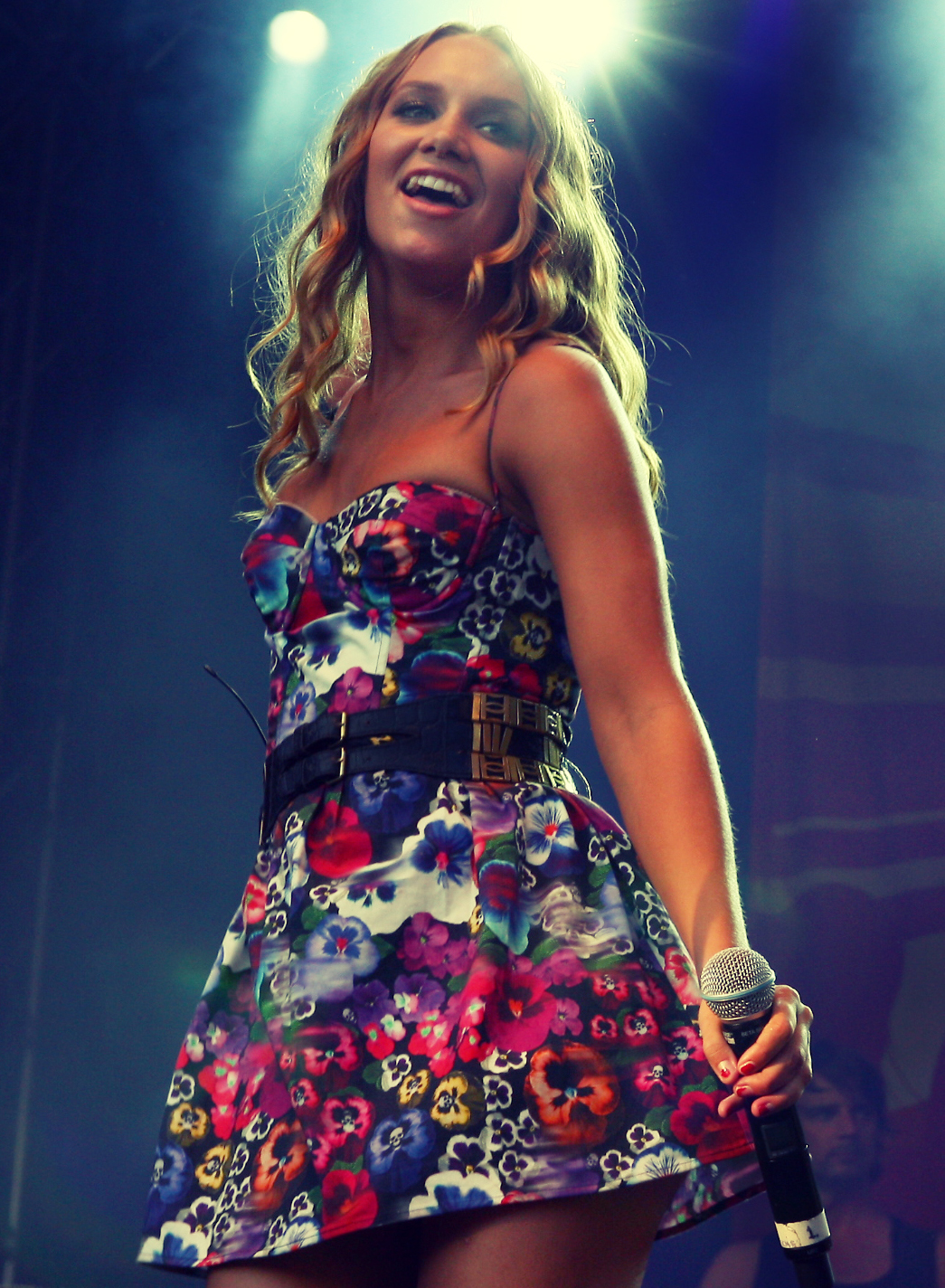
Agnes på RIX FM Festival i Kalmar 2009.

I oktober 2008 spreds det rykten om att Agnes skulle tävla i Melodifestivalen 2009. Agnes bekräftade senare detta påstående i en intervju med Göteborgsposten, och officiellt bekräftat den 2 december 2008, av Sveriges Television. Bidraget "Love Love Love" var skrivet av Anders Hansson, som tidigare varit producent av Agnes tredje album Dance Love Pop, och hade skrivit nästan hälften av låtarna, även hit-singlarna "On and On" och "Release Me". Från början var det tänkt att Agnes skulle framföra "Love Love Love" som en duett tillsammans med forna A-teens-medlemmen Marie Serneholt, men denna idé skrotades senare. Den 28 februari 2009 gick Agnes vidare till finalen av Melodifestivalen 2009 där hon slutade på åttonde plats. Den 28 februari släpptes "Love Love Love" till försäljning och den klättrade till plats fyra på Sverigetopplistan. En deluxe-version av Agnes tredje album släpptes även, betitlat Dance Love Pop: The Love Love Love Edition, och innehöll Melodifestivalsbidraget "Love Love Love" samt remixer och musikvideor av "On and On" och "Release Me". Detta gjorde att "Dance Love Pop" återvände till Sverigetopplistan där den klättrade till plats 12. 
Under våren 2009 när Agnes var upptagen med att göra promotion för Melodifestivalen, så hade hennes singel "Release Me" fått en hel del uppmärksamhet utomlands. Det bekräftades att den skulle få en internationell lansering under det kommande året. Detta var första gången Agnes musik skulle distribueras utanför Sverige. Lanseringen startade med Danmark, där den nådde en sjätteplats och sålde över 25 000 exemplar, men viktigast av allt, så nådde "Release Me" enorma framgångar i Storbritannien, där den släpptes som singel den 31 maj 2009 och omedelbart gick in på plats tre på den officiella topplistan och under sina veckor där sålde nära 400 000 exemplar. "Release Me" fortsatte att erövra Europa under hösten och släpptes i de flesta länder. Sången blev en stor succé i länder som Frankrike, Belgien, Italien och Tyskland. I juli blev hon även kontrakterad av Warner Music Australia och klättrade upp till en elfteplats på den officiella topplistan i Australien.
Agnes andra internationella singel var "On and On" som först släpptes i Nederländerna den 10 februari 2009 och senare i Polen. Den nådde där platserna 14 respektive 10. Senare under året började "On and on" att klättra på försäljningslistorna i de fransktalande delarna av Europa trots att den inte hade släppts där som singel ännu. Den debuterade på plats 27 i Belgien-Vallonien enbart på downloadförsäljning från albumet. och efter att den hade släpps officiellt på plats 17. I Belgien-Flandern nådde den plats åtta. En ny version blev inspelad för den franska releasen, kallad "On se Donne", och före dess release nådde den plats 14 på den officiella singellistan i Frankrike och 37 i Schweiz. "On and On" släpptes som den andra singeln i Tyskland, Österrike, Schweiz och Ungern i maj 2010, och som den tredje singeln i Storbritannien i juni.
Den andra singeln i Storbritannien var "I Need You Now" som hade blivit remixad för singel-releasen. Den släpptes officiellt den 16 november 2009 och nådde som bäst plats 40. Den släpptes även i Sverige den 23 november 2009 och nådde omedelbart plats tio på singellistan för att senare klättra till plats åtta, vilket gjorde den till Agnes sjunde topp-tiohit i Sverige.

### 2009–2011: Internationell framgång
I januari 2009 offentliggjorde Roxy Recordings att "Release Me" lanseras internationellt. Det här markerade det första steget i Agnes strävan att nå en internationell karriär. Det första landet som fick stifta bekantskap med Agnes och "Release Me" var Danmark där låten släpptes under skivbolaget Copenhagen Records.. Den lyckades nå upp till nummer sex på den nationella officiella singellistan, Trackslisten. Därefter nådde den nummer sju i Flandern och nummer sex i  Vallonien. Den 1 april 2009 påbörjades Agnes tredje konsertturné, "The Dance Love Pop Tour" i Skövde. Det blev så långt i karriären Agnes längsta turné med två stopp i Danmark och två i England.

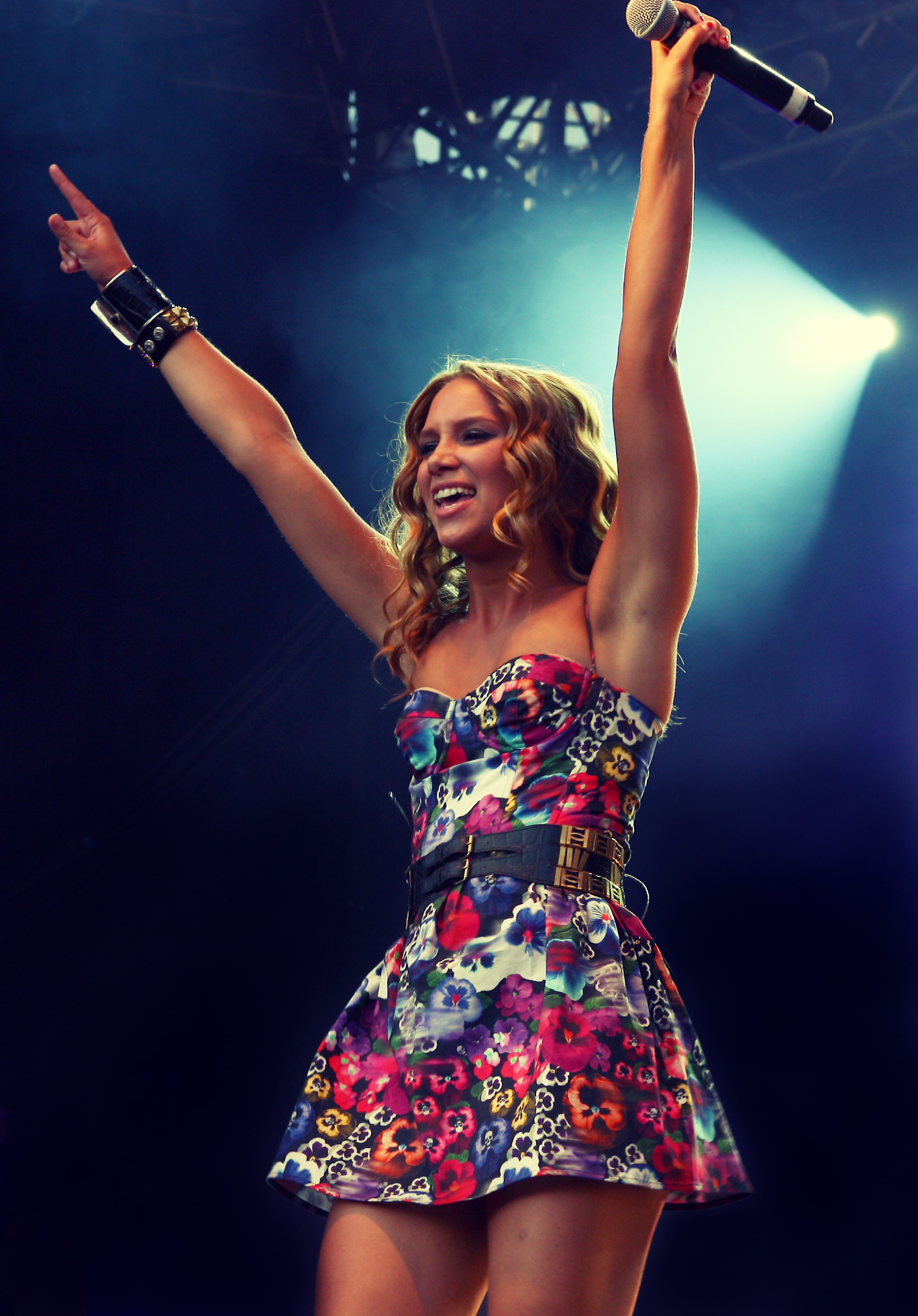
Agnes uppträder på Rix Fm Festival i Kalmar 2009.

"Release Me" som släpptes i Storbritannien den 31 maj 2009, blev en stor hit och spelades på de flesta radiostationer och musiktv-kanaler, Agnes uppträdde även på Storbritanniens största gayclub "G-A-Y" och även på GMTV, en av landets största frukostprogram. Release Me debuterade på plats tre på UK Singles Chart, där den stannade i flera veckor. Efter åtta veckor fick låten ett Silver-certificat med över 300 000 sålda exemplar. 
Agnes andra internationella singel blev "On and On", först i Nederländerna den 10 februari 2009 och sen i Polen där singeln som bäst nådde sjunde respektive tionde plats. "On and On" kom även att släppas som andra singel i resten av Europa under 2009 och 2010 med hjälp av en ny video som spelades in i Göteborg i juli 2009.
Agnes första uppträdande utanför Europa gjordes under sensommaren 2009 då hon kontrakterades av Warner Music i Australien och "Release Me" släpptes som den första singeln, där den gick in på "Australian Dance Chart" på plats elva under sin första vecka och senare nådde plats 26 på den officiella singellistan. I juli 2009 offentliggjorde det stora amerikanska skivbolaget Geffen Records/Universal Music att de hade kontrakterat Agnes inför hennes amerikanska release och skulle släppa "Release Me" i USA den 18 augusti 2009. Hon fick även en så kallad "signing-bonus" på en miljon dollar (ca sju miljoner SEK). Detta gjorde Agnes till den första och då hittills enda Idol-deltagaren som lanserats i USA. Innan Universal/Geffen fick hem kontraktet hade tre av USA:s största skivbolag slagits om att få kontraktera Agnes. Under 2010 åkte Agnes till USA för att starta sin promotion för "Release Me" tillsammans med ett team bestående av 35 personer som, 2009, arbetade tillsammans med Lady Gaga för att få henne att bli nästa stjärna.
Agnes gjorde sitt första uppträdande i USA den 27 augusti 2009 på en releasefest för hennes singel "Release Me". Bland gästerna fanns VD:n för Interscope Records, Ron Fair, vilken kommenterade sitt nya fynd:"She has it all. She is an amazing singer, looks good, is fearless and humble. She is a mix of Alanis Morissette, Gwen Stefani and Christina Aguilera"
Agnes vann pris som Sveriges bästa artist på MTV Europe Music Awards 2009.
Under 2009/2010 släppte Agnes tre singlar i olika delar av världen. Release Me fortsatte att erövra USA och släpptes i Asien och Sydamerika, med en ny musikvideo släpptes även "On and On" som andra singel i Europa. I Storbritannien släpps "I Need You Now" som andra singel som har blivit nyinspelad och remastrad till en remixad version av den ursprungliga balladen. "I Need You Now" släpptes den 16 november 2009 och klättrade till plats 40 på UK Singles Chart. "I Need You Now" släpptes även i Sverige den 23 november, och gick direkt in på svenska iTunes-topplistan på plats två och utan någon promotion så lyckades den debutera på Sverigetopplistan på plats tio och nådde som bäst plats åtta, vilket gjorde den till Agnes sjunde top-tio-hit i Sverige. "I Need You Now" kommer även att släppas i Danmark, Australien och Nederländerna.
Under november 2009 började "On and On" att klättra på listorna runt om i Europa utan att ens ha släppts som singel. Dessa baserades endast på downloads från albumet som tidigare släppts. Den debuterade på plats 27 i Belgien (Vallonien) och plats 37 på Swiss Singles Chart.
Eftersom I Need You Now inte nådde upp till förväntningarna i Storbritannien så blev albumet Dance Love Pop uppskjutet till den 8 februari 2010 tillsammans med den tredje singeln On and On. Efter att ha släppt Dance Love Pop i två olika versioner i Sverige släpptes även en tredje version; International Edition, vilken släpptes den 21 december exklusivt tillsammans med Aftonbladet. Den internationella editionen innehåller singlarna On and On, Release Me, Love Love Love och I Need You Now samt två nya spår: Secret Love och You Rain och några andra låtar.
I en intervju berättade Agnes att hon planerade att börja arbeta på nytt material tillsammans med Anders Hansson i januari 2010.
Den 21 september 2011 släppte Agnes singeln "Don't Go Breaking My Heart" som hon framförde för första gången på Mr. Gay 2011. Låten är skriven av Agnes, Vincent Pontare, Magnus Lidehäll, The Nervo Twins och producerad av Vincent Pontare och Magnus Lidehäll.

### 2012:Veritas
Enligt kvällstidningen Expressen skulle Agnes fjärde studioalbum släppas någon gång under första halvåret av 2011,men blev senare uppskjutet för att släppas under våren 2012. I augusti 2011 släpptes singeln "Don't Go Breaking My Heart" Singeln lyckades inte placera sig på Sverigetopplistan, trots hög digital försäljning och en tredjeplats på Digilistan. Detta på grund av få strömningar på Spotify, som utgör Sverigetopplistan sedan 2010. Utlandslanseringen av singeln stoppades därefter och Agnes fjärde album sköts upp ytterligare.
Den 28 maj 2012 släppte Agnes första singeln från sitt kommande album, "One Last Time". Singeln blev, till skillnad från hennes tidigare singlar, endast släppt i Sverige. Senare släpptes den även i Belgien där den placerade sig på plats 72 på den officiella listan. Tidigare i maj läckte singeln på Spotify före det officiella releasedatumet, men togs snart bort. Under sin första dag klättrade den högt på iTunes top 10-lista, där den stannade länge och blev en av de mest spelade låtarna under 2012 på radio. Den nådde första platsen på Digilistan och plats 33 på Sverigetopplistan, samt sålde platina med över 20 000 sålda exemplar, vilket gjorde detta till en av Agnes största succéer i Sverige.Agnes amerikanska skivbolag Interscope Universal ville att hon skulle flytta till USA för att skriva och spela in sitt album i deras studio, men Agnes kände sig inte hemma och lyckades inte hitta några människor hon kunde tänka sig att arbeta med. Hon bestämde sig därför för att åka tillbaka till Sverige och spela in albumet där. Den 14 augusti 2012 släpptes de första bilderna på albumet, och albumet var officiellt bekräftat av skivbolaget. I en pressrelease samma datum offentliggjordes även namnet, Veritas. Agnes kommenterade själv namnvalet med: "Jag gillar hur ordet 'Veritas' klingar, estetiskt hur det ser ut och framför allt vad det står för. Ordet passar väldigt bra ihop med hela tanken bakom detta album. Jag vill alltid vara hundra procent sann mot mig själv i allt jag gör, och för mig har hela jobbet och tiden med den här plattan varit så mycket mer än bara spela in ett album. En massa frågor om både smått och stort har kommit upp i huvudet och det har verkligen varit en fantastiskt resa."

### Resten av 2010-talet
Agnes uppträdde under den andra semifinalen av Eurovision Song Contest 2013 i Malmö den 16 maj under mellanakten "Swedish Pop Voices" tillsammans med Darin Zanyar. Hon medverkade även i den fjärde säsongen av tv-programmet Så mycket bättre 2013.
Sju år efter hennes senaste release, den 8 maj 2019, avslöjade Agnes på sin Instagram-sida att hon skulle vara med på den av Avicii efterlämnade singeln " Tough Love". Innan sin död hade Avicii skickat ett meddelande till Vincent Pontare och Salem Al Fakir (också kända som låtskrivarduon Vargas & Lagola) om att han ville att låten skulle vara en duett av ett "äkta par" eller ett par som har arbetat tillräckligt mycket tillsammans för att nästan betraktas som ett "par". "Tough Love" beskrevs av DJ Mag ha indiska influenser i en melodisk passage inspirerad av Avicii som studerat musiken i nordvästra Indien, som han spelat för Pontare och Al Fakir före sin död. Den 25 oktober 2019, EP Nothing Can Compare släpptes. EP:n inkluderade också låtarna "Limelight" och "I Trance".

### 2020-talet
Den 21 augusti 2020 tillkännagav Agnes sitt kommande femte studioalbum, hennes första på åtta år, och släppte singeln "Fingers crossed". Hon skrev låten tillsammans med Vargas & Lagola, och musikvideon regisserades av SWIM CLUB, inspirerad av den chilenske regissören Alejandro Jodorowskys bisarra kultfilm The Holy Mountain (La montaña sagrada) från 1973, och den svenska abstraktkonstnären Hilma af Klint. Agnes tillkännagav att "Fingers Crossed" var "inspirerad av känslan att ingenting är omöjligt, för ingenting är omöjligt! Det är en låt som kan lyfta dig upp till nya dimensioner och som en fridfull pansarvagn krossar den allt på sin väg. Låten ursäktar sig inte själv och jag ursäktar mig inte själv. Jag välkomnar dig nu till mitt party, och det är mitt party så ... jag kan göra vad jag vill."

## Diskografi
Agnes debutalbum, Agnes, släpptes i december 2005 i Sverige av Sony BMG där den toppade den svenska försäljningslistan och blev certifierad med dubbel platina. Den första singeln "Right Here Right Now", blev även den etta på försäljningslistan. Den andra, och sista, singeln från albumet var "Stranded", nådde dock bara som bäst plats 27. Ett år senare släpptes hennes andra album Stronger, som även den toppade försäljningslistan. De två följande singlarna följde ett liknande mönster som de två första, "Kick Back Relax" nådde som bäst en andraplats och "Champion" en nittondeplats.
År 2009 släpptes Agnes tredje album och hennes första internationella, Dance Love Pop. Första singeln "Release Me", erövrade försäljningslistorna runt världen. I Sverige nådde den som högst en nionde plats men stannade på topplistan i över 30 veckor, i Storbritannien nådde den plats tre, och den nådde topp tio i många andra länder. "On and On" var den andra singeln i utvalda länder där den nådde en åttondeplats i Sverige och plats 16 i Danmark. "Love Love Love", "I Need You Now" och "Sometimes I Forget" släpptes även som singlar.

### Studioalbum
- Agnes (2005)
- Stronger (2006)
- Dance Love Pop (2008)
- Veritas (2012)
- Magic Still Exists (2021)

## Priser och nomineringar
| Tävling                                | Kategori                 | Om                      | Resultat  |
| -------------------------------------- | ------------------------ | ----------------------- | --------- |
| 2006                                   |                          |                         |           |
| Grammisgalan 2006                      | Årets låt                | "Right Here, Right Now" | Nominerad |
| Nickelodeon Kids' Choice Awards        | Årets kvinnliga artist   |                         | Vinnare   |
| 2007                                   |                          |                         |           |
| Rockbjörnen 2007                       | Årets kvinnliga artist   |                         | Nominerad |
| 2009                                   |                          |                         |           |
| Grammisgalan 2009                      | Årets låt                | "On and On"             | Nominerad |
| Gaygalan 2009                          | Årets låt                | "On and On"             | Nominerad |
| Gaygalan 2009                          | Årets artist             |                         | Nominerad |
| MTV European Music Award 2009          | Årets svenska artist     |                         | Vinnare   |
| MTV European Music Award 2009          | Årets europeiska artist  |                         | Nominerad |
| MP3 Music Awards 2009                  | Årets House/Dance/Trance |                         | Vinnare   |
| Svenska musikförläggareföreningen 2009 | Årets låt                | "Release Me"            | Vinnare   |
| 2010                                   |                          |                         |           |
| Grammisgalan 2010                      | Årets låt                | "Release Me"            | Nominerad |
| P3 Guld 2010                           | Årets låt                | "Release Me"            | Nominerad |
| Finest Awards 2010                     | Årets danslåt            | "Release Me"            | Nominerad |
| Gaygalan 2010                          | Årets artist             |                         | Vinnare   |
| Ellegalan 2010                         | Årets bäst klädda artist |                         | Vinnare   |